# Nina, o sia La pazza per amore
Nina, o sia La pazza per amore è una commedia per musica del compositore Giovanni Paisiello su libretto di Giovanni Battista Lorenzi, basato sulla traduzione di Giuseppe Carpani di Nina ou la Folle par amour di Benoît-Joseph Marsollier de Vivetières, libretto per un'opera di Nicolas Dalayrac.
La prima rappresentazione ebbe luogo il 25 giugno 1789 al Belvedere di San Leucio di Caserta, nella versione in un atto.
Gli interpreti furono i seguenti:
| Personaggio | Tipologia vocale | Interprete           |
| ----------- | ---------------- | -------------------- |
| Nina        | soprano          | Celeste Coltellini   |
| Lindoro     | tenore           | Gustavo Lazzarini    |
| Conte       | basso            | Luigi Tasca          |
| Susanna     | soprano          | Camilla Guida        |
| Giorgio     | basso            | Giuseppe Trabalza    |
| Un pastore  | tenore           | Pasquale De Giovanni |

Una versione riveduta in due atti andò in scena al Teatro dei Fiorentini di Napoli nell'autunno del 1790; per questa versione Paisiello aggiunse tre brani (la canzone del pastore, un'aria per Giorgio, il quartetto nel finale primo).
L'opera fu accolta con entusiasmo, grazie alla capacità della musica di suscitare commozione e alle atmosfere campestri (la canzone del pastore prevede l'accompagnamento di una zampogna). Particolarmente famosa l'aria di Nina Il mio ben quando verrà, in cui ha un ruolo importante il flauto.

## Trama
La trama si riferisce alla versione in due atti.

### Atto I
Nina ha perduto il senno, al punto che non riconosce più le persone che le stanno intorno. È Susanna, la sua governante, a spiegare il motivo della condizione di Nina. La ragazza doveva sposarsi con Lindoro, e l'unione era approvata dal Conte, padre di Nina. Ma al presentarsi di un migliore pretendente, il Conte aveva cercato di rompere l'unione con Lindoro, il quale si era battuto con il rivale ed era stato ferito mortalmente. In seguito a questi eventi Nina è impazzita, e vive nella speranza di rivedere l'amato. Il Conte è disperato e Giorgio cerca di infondergli ottimismo.

### Atto II
Lindoro però non è morto. Era stato ferito gravemente ma ora è guarito e si presenta al Conte, che lo accoglie come un figlio. Nina viene preparata all'incontro con Lindoro, che poco dopo ha luogo. Nina però non riconosce Lindoro, il quale è costretto a fingere di essere un amico di se stesso che porta notizie a Nina. Nina si innamora del presunto amico di Lindoro, che accetta la situazione. Ma la serenità a poco a poco ridona la ragione a Nina, che torna a riconoscere le persone e lo stesso Lindoro, col quale si può così felicemente riunire.

## Struttura dell'opera

### Atto I
- Introduzione: Dormi, o cara: e nel tuo core (Coro, Susanna, Giorgio)
- Aria: È sì fiero il mio tormento (Conte)
- Aria: Del suo mal non v'affliggete (Giorgio)
- Aria: Il mio ben quando verrà (Nina)
- Coro: Se il cor, gli affetti suoi (Coro, Susanna)
- Coro: Lontana da te (Villanelle)
- Canzone del pastore: Già il sol si cala dietro la montagna (Pastore)
- Finale I. Quartetto: Come! Ohimè! Partir degg'io (Susanna, Conte, Pastore, Nina)

### Atto II
- Aria: Per l'amata padroncina (Susanna)
- Cavatina: Eccellenza: allegramente… (Giorgio)
- Duetto: Io son desto, o pur deliro? (Lindoro, Conte)
- Cavatina e Aria: Questo è dunque il loco usato/Rendila al fido amante
- Coro: Cantiam, Nina, cantiamo (Villani, Villanelle, Nina)
- Duetto: Oh momento fortunato! (Lindoro, Nina)
- Finale: Mi sento… oh Dio!… che calma! (Susanna, Conte, Giorgio, Lindoro, Nina, Coro)

## Nella cultura di massa
- Nel dramma di Luigi Pirandello Così è (se vi pare) la signora Frola, ritenuta insana di mente, viene sentita suonare al pianoforte la Nina pazza per amore di Paisiello.
- Nella quarta stagione di Stranger Things, nel quinto episodio (Nina Project) viene usata come colonna sonora l'aria "Il mio ben quando verrà", nella versione di Cecilia Bartoli.
- Nel romanzo Il Piacere di Gabriele D'Annunzio, Donna Maria si mette al pianoforte, dicendo: - Già che siamo nell'antico accennerò una melodia del Paisiello nella "Nina pazza", una cosa divina.